# Lista craterelor de impact din Europa
Această listă de cratere de impact din Europa, include toate craterele de impact confirmate astfel cum sunt enumerate în Earth Impact Database. Aceste cratere au fost cauzate de coliziunile meteoriților mari sau cometelor cu Pământul. Pentru craterele erodate sau îngropate, diametrul declarat de obicei se referă la o estimare a diametrului jantei originale, și poate să nu corespundă cu caracteristicile aflate azi la suprafață.
| Nume            | Locație                        | Diametru                                  | Vârstă (ani)          | Coordonate                          |
| --------------- | ------------------------------ | ----------------------------------------- | --------------------- | ----------------------------------- |
| Boltysh         | Ucraina                        | 24 km                                     | 65,17 ± 0,64 milioane | 48°45′N 32°10′E / 48.750°N 32.167°E |
| Dellen          | Suedia                         | 19 km                                     | 89,0 ± 2,7 milioane   | 61°51′N 16°42′E / 61.850°N 16.700°E |
| Dobele          | Letonia                        | 4,5 km                                    | 290 ± 35 milioane     | 56°35′N 23°15′E / 56.583°N 23.250°E |
| Gardnos         | Norvegia                       | 5 km                                      | 500 ± 10 milioane     | 60°39′N 9°0′E / 60.650°N 9.000°E    |
| Granby          | Suedia                         | 3 km                                      | aprox. 470 milioane   | 58°25′N 14°56′E / 58.417°N 14.933°E |
| Guarda          | Portugalia                     | 30 km                                     | aprox. 200 milioane   | 40°38′N 07°06′V / 40.633°N 7.100°V  |
| Gusev           | Rusia                          | 3 km                                      | 49,0 ± 0,2 milioane   | 48°26′N 40°32′E / 48.433°N 40.533°E |
| Ilumetsa        | Estonia                        | 0,08 km                                   | > 6.600               | 57°58′N 27°25′E / 57.967°N 27.417°E |
| Ilyinets        | Ucraina                        | 8,5 km                                    | 378 ± 5 milioane      | 49°7′N 29°6′E / 49.117°N 29.100°E   |
| Iso-Naakkima    | Finlanda                       | 3 km                                      | > 1 miliard           | 62°11′N 27°9′E / 62.183°N 27.150°E  |
| Yanisyarvi      | Rusia                          | 14 km                                     | 700 ± 5 milioane      | 61°58′N 30°55′E / 61.967°N 30.917°E |
| Kaali           | Estonia                        | 0,11 km (cel mai mare din cele 9 cratere) | 2.400...2.800         | 58°22′N 22°40′E / 58.367°N 22.667°E |
| Kaluga          | Rusia                          | 15 km                                     | 380 ± 5 milioane      | 54°30′N 36°12′E / 54.500°N 36.200°E |
| Kamensk         | Rusia                          | 25 km                                     | 49,0 ± 0,2 milioane   | 48°21′N 40°30′E / 48.350°N 40.500°E |
| Kärdla          | Estonia                        | 4 km                                      | aprox. 455 milioane   | 59°1′N 22°46′E / 59.017°N 22.767°E  |
| Karikkoselkä    | Finlanda                       | 1,4 km (sau 2,4 km?)                      | aprox. 230 milioane   | 62°13′N 25°15′E / 62.217°N 25.250°E |
| Karla           | Rusia                          | 10 km                                     | 5 ± 1 milioane        | 54°55′N 48°2′E / 54.917°N 48.033°E  |
| Keurusselkä     | Finlanda                       | 30 km                                     | < 1,8 miliarde        | 62°8′N 24°36′E / 62.133°N 24.600°E  |
| Kursk           | Rusia                          | 6 km                                      | 250 ± 80 milioane     | 51°42′N 36°0′E / 51.700°N 36.000°E  |
| Lappajärvi      | Finlanda                       | 23 km                                     | 77,85 ± 0,78 milioane | 63°12′N 23°42′E / 63.200°N 23.700°E |
| Lockne          | Suedia                         | 7,5 km                                    | 455 milioane          | 63°0′N 14°49′E / 63.000°N 14.817°E  |
| Logoisk         | Belarus                        | 15 km                                     | 42,3 ± 1,1 milioane   | 54°12′N 27°48′E / 54.200°N 27.800°E |
| Lumparn         | Finlanda                       | 9 km                                      | aprox. 1 miliard      | 60°9′N 20°6′E / 60.150°N 20.100°E   |
| Mien            | Suedia                         | 9 km                                      | 121,0 ± 2,3 milioane  | 56°25′N 14°52′E / 56.417°N 14.867°E |
| Mishina Gora    | Rusia                          | 2,5 km                                    | 300 ± 50 milioane     | 58°43′N 28°3′E / 58.717°N 28.050°E  |
| Mizarai         | Lituania                       | 5 km                                      | 500 ± 20 milioane     | 54°1′N 23°54′E / 54.017°N 23.900°E  |
| Mjølnir         | Marea Barents, Norvegia        | 40 km                                     | 142,0 ± 2,6 milioane  | 73°48′N 29°40′E / 73.800°N 29.667°E |
| Morasko         | Polonia                        | 0,10 km (cel mai mare din cele 7 cratere) | aprox. 5.000          | 52°29′N 16°54′E / 52.483°N 16.900°E |
| Neugrund        | Estonia                        | 8 km                                      | aprox. 470 milioane   | 59°20′N 23°40′E / 59.333°N 23.667°E |
| Nördlinger Ries | Germania                       | 25 km                                     | 14,8 milioane         | 48°53′N 10°34′E / 48.883°N 10.567°E |
| Obolon'         | Ucraina                        | 20 km                                     | 169 ± 7 milioane      | 49°35′N 32°55′E / 49.583°N 32.917°E |
| Paasselkä       | Finlanda                       | 10 km                                     | < 1,8 miliarde        | 62°9′N 29°25′E / 62.150°N 29.417°E  |
| Puchezh-Katunki | Regiunea Nijni Novgorod, Rusia | 80 km                                     | 167 ± 3 milioane      | 56°58′N 43°43′E / 56.967°N 43.717°E |
| Rochechouart    | Franța                         | 21 km                                     | 214 ± 8 milioane      | 45°49′N 0°47′E / 45.817°N 0.783°E   |
| Rotmistrovka    | Ucraina                        | 2,7 km                                    | 120 ± 10 milioane     | 49°0′N 32°0′E / 49.000°N 32.000°E   |
| Saarijärvi      | Finlanda                       | 1,5 km                                    | > 600 milioane        | 65°17′N 28°23′E / 65.283°N 28.383°E |
| Siljan          | Suedia                         | 52 km                                     | 376,8 ± 1,7 milioane  | 61°2′N 14°52′E / 61.033°N 14.867°E  |
| Steinheim       | Germania                       | 3,8 km                                    | 15 ± 1 milioane       | 48°41′N 10°4′E / 48.683°N 10.067°E  |
| Suavjärvi       | Rusia                          | 16 km                                     | aprox. 2,4 miliarde   | 63°7′N 33°23′E / 63.117°N 33.383°E  |
| Suvasvesi       | Finlanda                       | 4 km                                      | < 1.000 milioane      | 62°42′N 28°10′E / 62.700°N 28.167°E |
| Sääksjärvi      | Finlanda                       | 6 km                                      | aprox. 560 milioane   | 61°24′N 22°24′E / 61.400°N 22.400°E |
| Söderfjärden    | Finlanda                       | 6,6 km                                    | aprox. 600 milioane   | 63°0′N 21°34′E / 63.000°N 21.567°E  |
| Ternovka        | Ucraina                        | 11 km                                     | 280 ± 10 milioane     | 48°08′N 33°31′E / 48.133°N 33.517°E |
| Tvären          | Suedia                         | 2 km                                      | aprox. 455 milioane   | 58°46′N 17°25′E / 58.767°N 17.417°E |
| Vepriai         | Lituania                       | 8 km                                      | > 160 ± 10 milioane   | 55°5′N 24°35′E / 55.083°N 24.583°E  |
| Zapadnaya       | Ucraina                        | 3,2 km                                    | 165 ± 5 milioane      | 49°44′N 29°0′E / 49.733°N 29.000°E  |
| Zeleny Gai      | Ucraina                        | 3,5 km                                    | 80 ± 20 milioane      | 48°4′N 32°45′E / 48.067°N 32.750°E  |

## Cratere de impact neconfirmate
Craterele următoarele sunt considerate oficial „neconfirmate”, deoarece acestea nu sunt listate în Earth Impact Database. Din cauza unor cerințe stricte cu privire la probe, craterele nou-descoperite sau cele pentru care este dificil să se colecteze probe sunt, în general cunoscute cu ceva timp înainte de a deveni listate.
| Nume      | Locație                     | Diametru                | Vârstă (ani)     | Coordonate                                    |
| --------- | --------------------------- | ----------------------- | ---------------- | --------------------------------------------- |
| Silverpit | Marea Nordului lângă Anglia | 8 km                    | 60 ± 15 milioane | 54°14′N 1°51′E / 54.233°N 1.850°E             |
| Sirente   | Italia                      | Mai mare de 140 x 115 m | ?1.500 ani       | 42°10′38″N 13°35′45″E / 42.17722°N 13.59583°E |
| Ullapool  | Loch Broom, Scoția          | 50 km                   | 1,2 miliarde     | 57°09′N 5°17′V / 57.150°N 5.283°V             |